# Психоз 2 (роман)
Психоз 2 (англ. Psycho 2), також відомий під назвами Психо 2 та Психопат 2 — психологічний роман-трилер 1982 року, написаний американським письменником Робертом Блохом.

## Сюжет
Переодягнувшись монахинею Норман Бейтс тікає з психіатричної лікарні, до якої потрапив у результаті першого роману. Поліція вважає, що Норман Бейтс загинув під час спроби втечі, так як почалася жахлива пожежа. Як би там не було, зростаюча кількість жертв змушує психіатра Бейтса повірити в те, що його пацієнт живий та прямує до Голлівуда, де готується до зйомок фільм про його життя.

## Екранізації
Роман було написано до того, як сценаристи закінчили сценарій фільму-продовження трилеру Хічкока. За словами Блоха, босам студії Universal Pictures не сподобалось, що автор висміював Голлівуд, показуючи робітників кіноіндустрії не в найкращому світлі. В результаті було написано новий сценарій кіно-сіквелу, який ніяк не пов'язано з романом-продовженням, а Блох не брав участі в зйомках стрічки. Кіностудія пропонувала Блохові припинити роботу над романом, так як приготування до зйомок фільму вже йшли наповну, але письменник все одно випустив роман, продажі якого показали доволі непогані результати.